# Бозоров, Шерали
Шерали Бозоров (род. 23 октября 1981, Куляб) — таджикский дзюдоист, представитель полусредней весовой категории. Выступал за национальную сборную Таджикистана по дзюдо в период 2001—2011 годов, участник летних Олимпийских игр в Пекине, серебряный призёр чемпионата Азии, многократный победитель первенств национального значения.

## Биография
Шерали Бозоров родился 23 октября 1981 года в городе Куляб Хатлонской области Таджикской ССР.
Дебютировал на взрослом международном уровне в сезоне 2001 года, когда вошёл в основной состав таджикской национальной сборной и выступил на чемпионате мира в Мюнхене, где в 1/16 финала был остановлен перуанцем Германом Веласко.
В 2002 году боролся на Азиатских играх в Пусане, попасть здесь в число призёров не смог, проиграл японцу Юсукэ Канамару.
В 2003 году одержал победу на домашних Центральноазиатских играх в Душамбе.
В 2004 году стал чемпионом Таджикистана в зачёте полусредней весовой категории.
Одним из самых успешных сезонов в его спортивной карьере оказался сезон 2007 года. Бозоров вновь выиграл таджикское национальное первенство и побывал на чемпионате Азии в Кувейте, откуда привёз награду серебряного достоинства — в решающем финальном поединке полусреднего веса уступил представителю Южной Кореи Квону Ён У. Также выступил на мировом первенстве в Рио-де-Жанейро, где дошёл до 1/16 финала.
Благодаря череде удачных выступлений удостоился права защищать честь страны на летних Олимпийских играх 2008 года в Пекине — выступал здесь в категории до 81 кг, однако уже на предварительном этапе потерпел поражение от тоголезца Куами Саша Денаньо и сразу же выбыл из борьбы за медали.
После пекинской Олимпиады Шерали Бозоров остался в составе дзюдоистской команды Таджикистана и продолжил принимать участие в крупнейших международных турнирах. Так, в 2009 году он снова выиграл таджикское национальное первенство, выступил на турнире Большого шлема в Москве и на чемпионате мира в Роттердаме, где в 1/16 финала проиграл узбеку Шокиру Муминову.
В 2010 году стал чемпионом Таджикистана в средней весовой категории, побывал на Азиатских играх в Гуанчжоу и мировом первенстве в Токио.
Последний раз показывал сколько-нибудь значимые результаты на международной арене в сезоне 2011 года, когда принял участие в чемпионате мира в Париже.